# Étang d'Amaury
L'étang d'Amaury, également nommé lac d'Amaury, est un plan d'eau situé entre Hergnies et Vieux-Condé, dans le département du Nord, en France. Il est traversé par le canal du Jard et se trouve à proximité de l'Escaut. Sa superficie est de soixante hectares.

## Histoire
Le lac a commencé à se former en 1972 par un affaissement minier. Cette activité minière démarre en 1834 sous l'impulsion de la Compagnie des mines d'Anzin. Le nom est emprunté au baron Amaury de la Grange. Le puits atteint 232 mètres de profondeur et 2,6 mètres de diamètre, mais rencontre fréquemment des problèmes d'exploitation, principalement liés à la gestion des eaux en sous-sol. La qualité du charbon extrait sur ce site est peu satisfaisante, l'exploitation est irrégulière jusqu'en 1896. En 1912, la fosse d'Amaury ferme mais reste utilisée comme puits d'aération, pour être finalement remblayée en 1949. Aujourd'hui, une dalle de béton recouvre l'entrée de ce puits.
En août 1996, l'étang ferme quelques jours après qu'un orage provoque un dysfonctionnement du piège à huile d'une usine automobile environnante. Les hydrocarbures contenus dans cette huile se sont déversés dans l'étang, provoquant sa fermeture temporaire et la révision du système de collecte des eaux pluviales.
L'étang d'Amaury est classé zone naturelle d'intérêt écologique, faunistique et floristique type 1 et 2 (ZNIEFF) depuis décembre 2009,.
L'étang d'Amaury est inscrit sur la liste du patrimoine mondial par l'Unesco (zone tampon) depuis le 30 juin 2012.
En juin 2019, La fédération de pêche du Nord a rétrocédé le droit de pêche de l'étang d'Amaury à l'Association Agréée de Pêche et de Protection du Milieu Aquatique (AAPPMA) des Francs Pêcheurs Condeens.

## Biodiversité
Plusieurs espèces animales ont élu domicile dans le lac, comme le héron bihoreau, le triton crêté et la bouvière. En 2018, l'étang comptait 6 espèces déterminantes d'amphibiens, 4 de lépidoptères, 4 de mollusques, 5 d'odonates, 19 d'oiseaux, et 45 de phanérogames. Plus de 200 espèces végétales et 760 espèces animales sont recensées autour de l'étang d'Amaury.
En mars 2016, deux pontons de voile à l'abandon sont aménagés en îlots de reproduction pour les Sternes pierregarin,.
L'étang Amaury est situé au sein de la zone de protection spéciale (ZPS) Scarpe Escaut, et en zone importante pour la conservation des oiseaux.

## Description
D'une superficie de soixante hectares, il est alimenté par le canal du Jard.
Aujourd'hui, l'intervention humaine sur les lieux reste mineure (faucardage et élagage). Un système de pompage contrôle le niveau des eaux et prévient les inondations des zones basses de la commune d'Hergnies.
La pêche en floats tube, canoës et barques y est interdite.

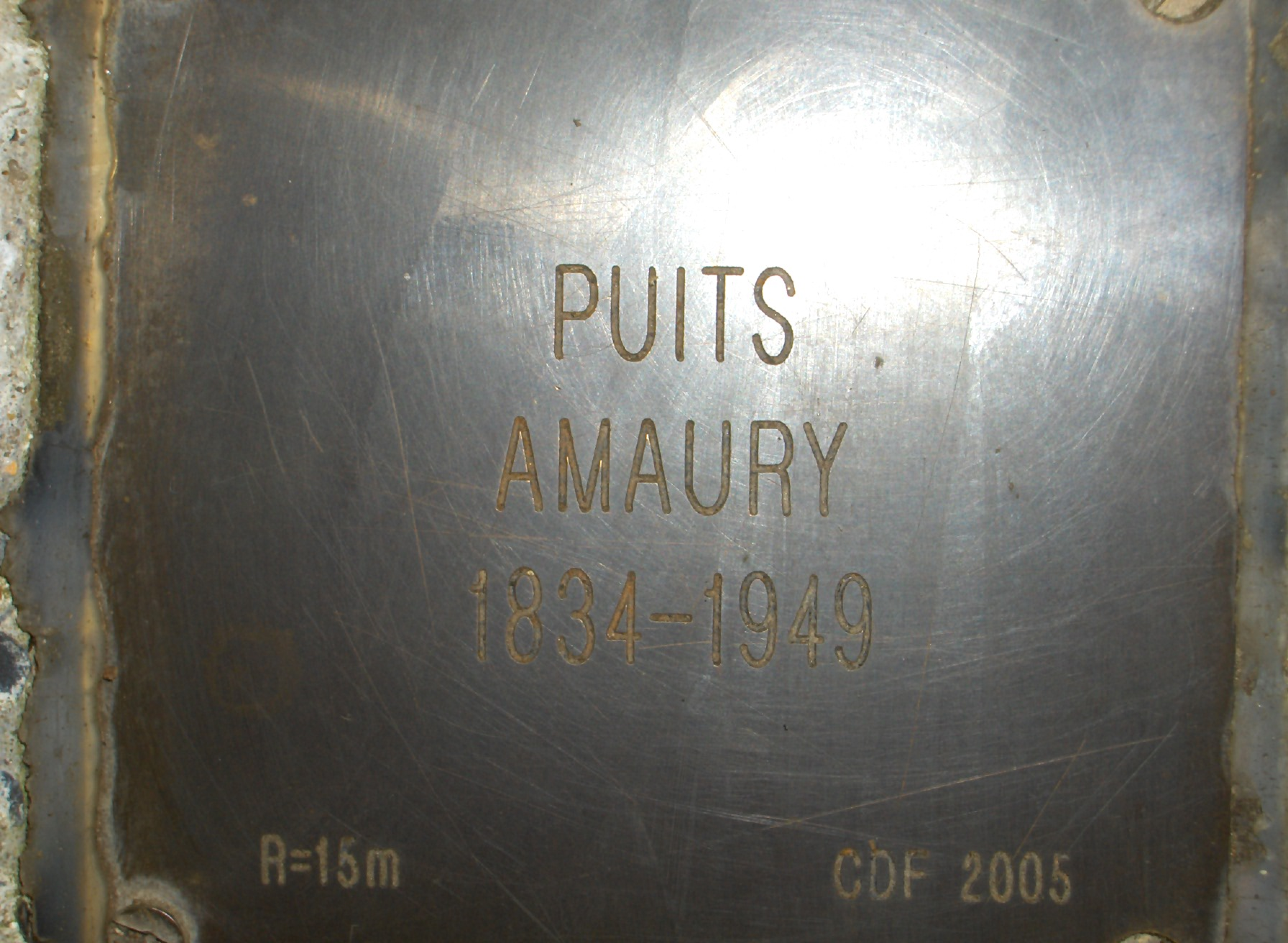
Sépulture du Puits d'Amaury (1834-1949)
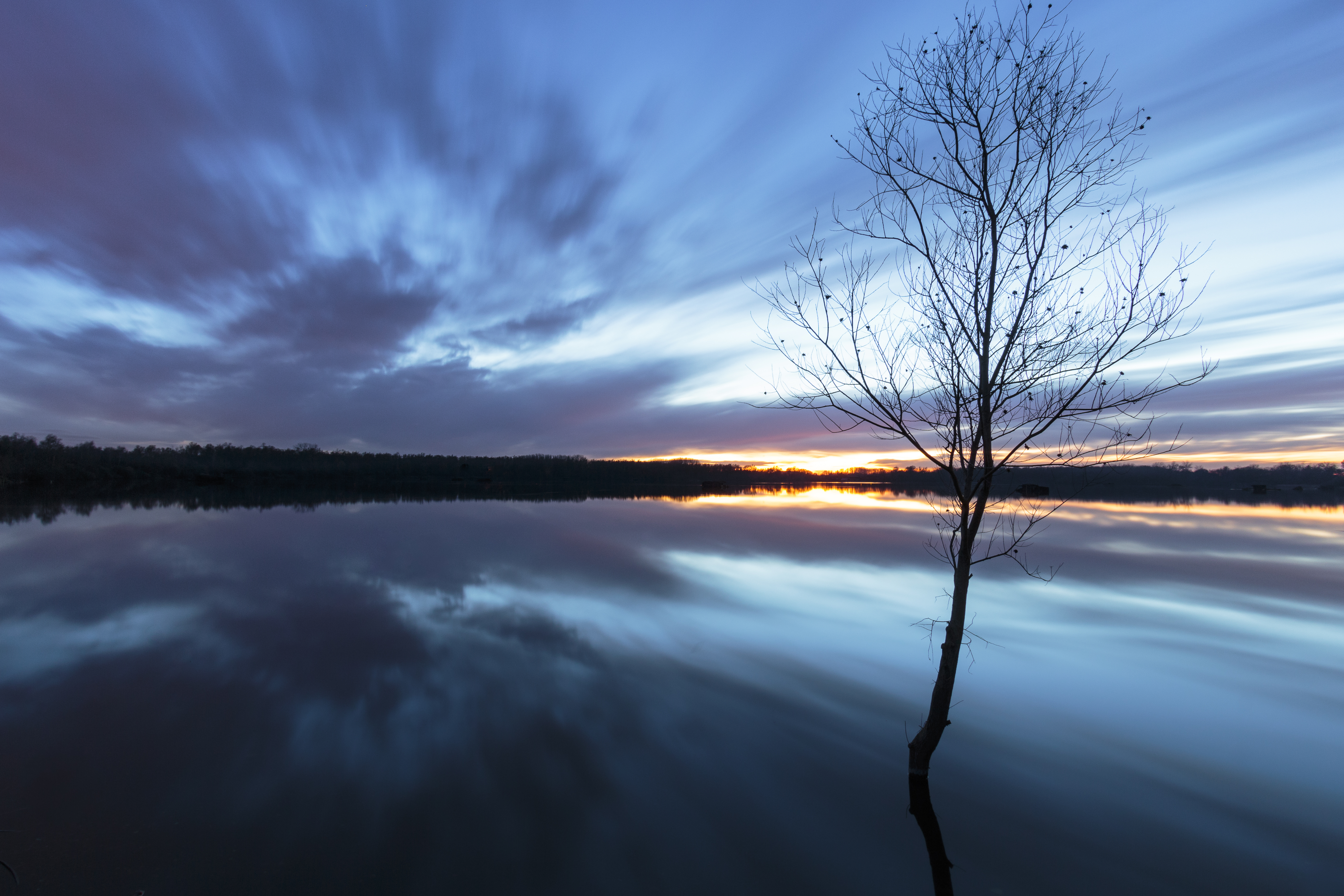
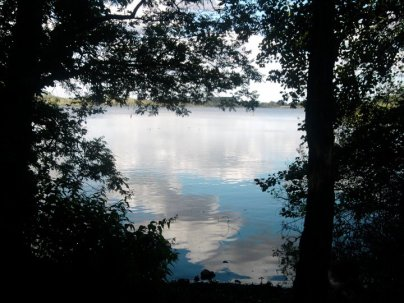
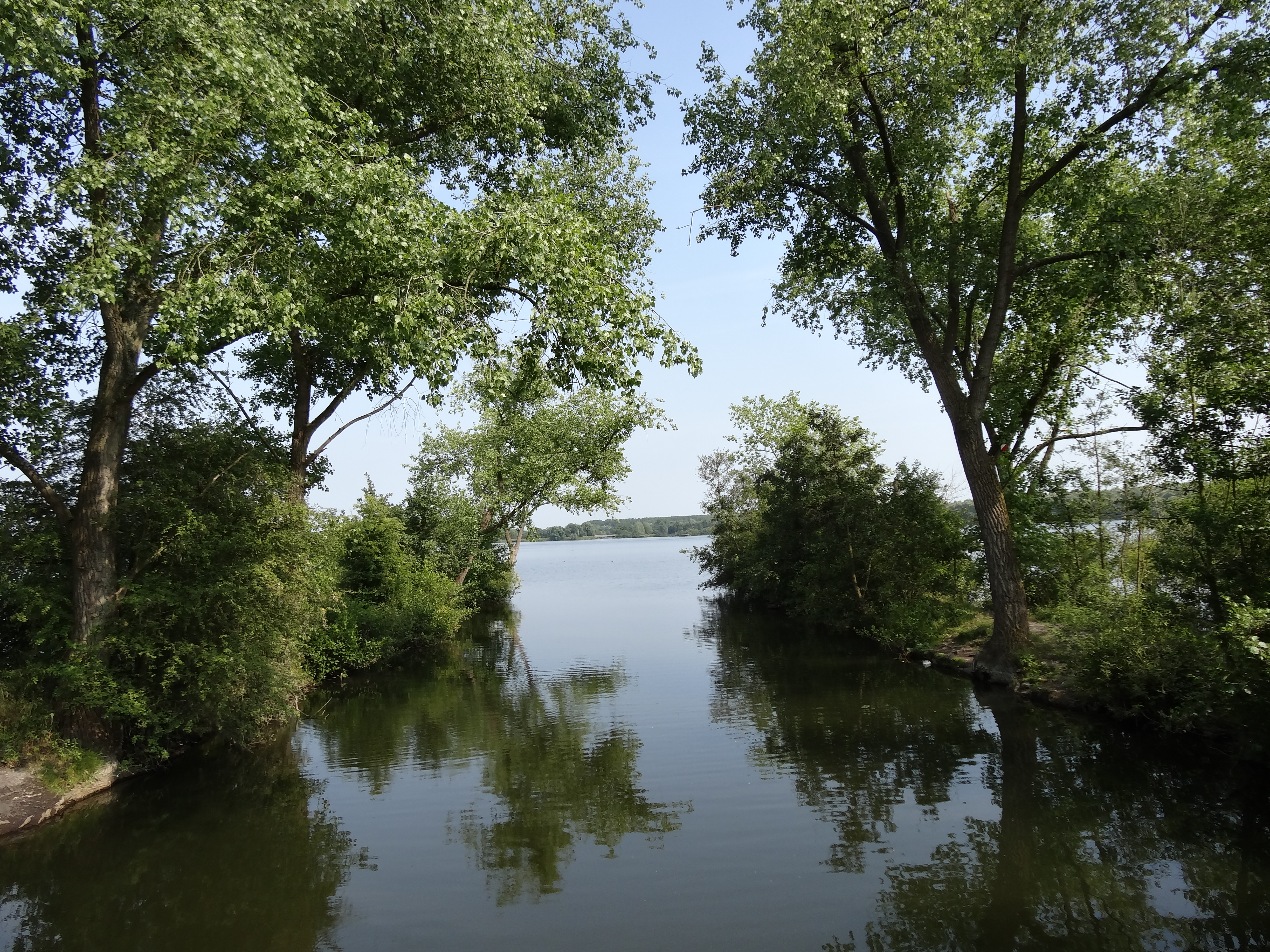
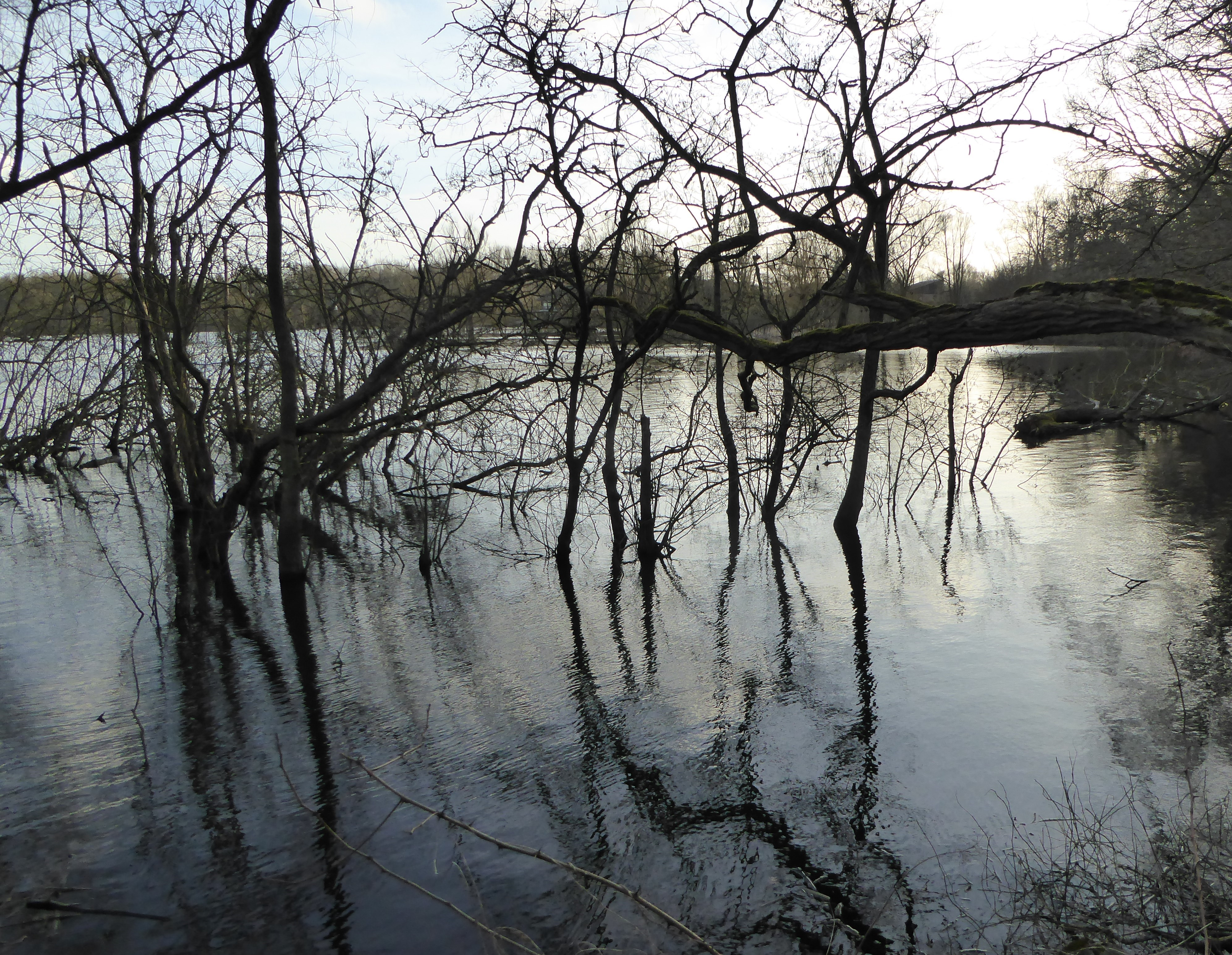
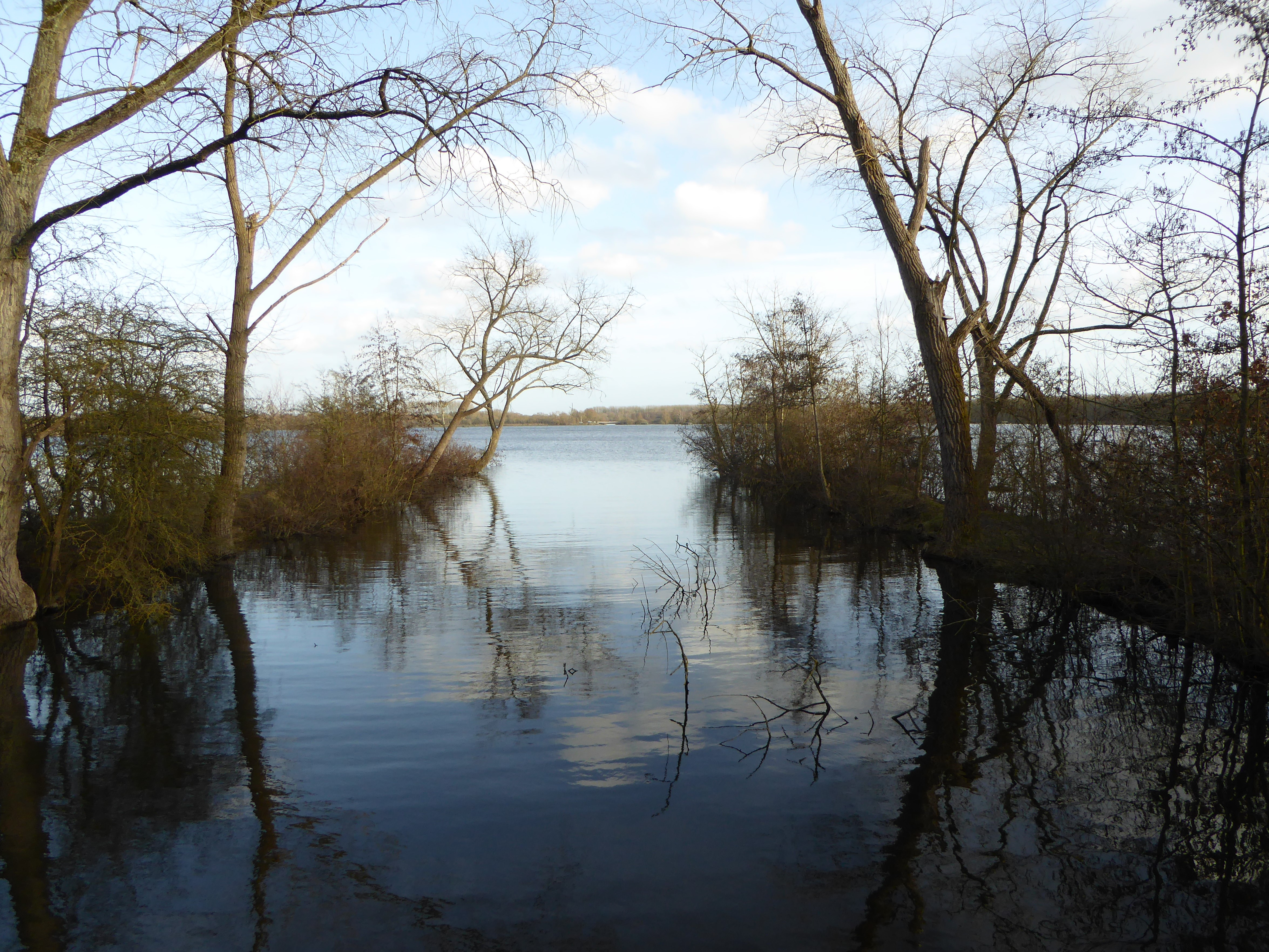